# 蘇西·柯特斯
蘇西·柯特斯（葡萄牙語：Suzy Cortez，1990年5月16日—）是一名巴西女模特兒、體育電視主持人和網路紅人，較著名的是在2015年的第5屆巴西美臀小姐上贏得冠軍。其胸圍34DD。
柯特斯出生於聖保羅州聖保羅郊區的坎皮纳斯。她的健身之路始於早期時常跑步的習慣及熱愛。柯特斯從小就是體育迷，在成為健身模特兒後，她開始加入體育電視業以擔任巴西本土的體育電視主持人，同時也時常在社交媒體上分享自己的健身訊息。電視產業是她從小的夢想，「我愛上了電視，我意識到這就是我想要的東西。」在第5屆巴西美臀小姐贏得冠軍後，獲得廣大知名度的柯特斯表示，自己希望能在好萊塢電影中演出。
她本身也是巴西聖保羅足球隊的支持者及利昂內爾·梅西的粉絲，當該球隊在2015年南美自由盃上贏球後，柯特斯實現諾言在自己的Instagram上將遮住下體的球拿掉。
2017年9月，據報導，她與《花花公子》（葡萄牙）雜誌簽約，擔任該刊物在2018年國際足協世界盃期間的吉祥物，並宣稱自己將對該屆世足賽進行預測。
2019年9月，二次贏得美臀小姐冠軍。

## 外部連結
- 蘇西·柯特斯的Instagram帳戶
- 蘇西·柯特斯的X（前Twitter）
- 蘇西·柯特斯的Facebook專頁